# Antonio Ortuño
Antonio Ortuño Sahagún (Guadalajara, 1976) is een Mexicaans schrijver en journalist (van Milenio).

## Eerbetoon
- Finalista del Premio Herralde de novela, 2007
- V Premio de narrativa breve Ribera del Duero, 2017[2]
- Premio Bellas Artes de Cuento Hispanoamericano Nellie Campobello, 2018[3]

- Biblioteca Nacional de España: XX4436972
- Bibliothèque nationale de France: cb156190248 (data)
- Gemeinsame Normdatei: 131960644
- International Standard Name Identifier: 0000 0001 0718 5229
- Library of Congress Control Number: n2007069449
- Nationale en Universitaire bibliotheek Zagreb: 000712053
- Système universitaire de documentation: 120474131
- Virtual International Authority File: 47909556
- WorldCat: E39PBJxCFwyXpC937dJrcxDwmd